# Takis Barberis
Takis Barberis (gr. Τάκης Μπαρμπέρης; Atene, 14 luglio 1963) è un chitarrista e compositore greco contemporaneo.

## Biografia
Nelle sue opere combina ritmi ed armonie jazz con elementi musicali greci (per esempio in Hidjazzkiar).
Ha suonato con altri jazzisti greci di talento, fra cui George Kontrafouris (piano) e Takis Paterelis (sassofono).
Fra le sue composizioni: Are you happy?, Drive me home, After Poros, Strange coincidence.
Dopo aver suonato da adolescente in alcuni gruppi rock, ha formato due complessi jazz, gli Iskra (con cui ha inciso un album per la Polygram) e i Model 63.
Nell'album del 1998 Naiva hanno collaborato i musicisti indiani Shankar Lal alla tabla, Reshma Srivastava Pizanis al sitar, Girish Chandra Srivastava alla tabla ed Asha Srivastava alla tanpura.
Ha partecipato alla realizzazione del suo album Episodes Trilok Gurtu, uno dei più noti percussionisti del mondo, con il quale, insieme ad altri artisti della scena del Jazz greco ed indiano, ha partecipato a numerosi spettacoli.
Dopo esser passato alla Libra Music (l'etichetta fondata da Alkis Vafias), ha pubblicato l'album Porto Kayio.
Dal vivo si è esibito, con il Takis Barberis Group, sia in Grecia che all'estero.

### Il Takis Barberis Group
- Takis Barberis: chitarre
- Takis Paterelis: sax
- Yannis Vasalos: basso (fino al 1998)
- Yiorgos Georgiadis: basso (dal 1998)
- Costas Kalogirou: batteria
- George Delis: pianoforte
- Petros Kourits: percussioni
- Yiannis Papayiannis: oboe
- Petros Loucas Chalkias: clarinetto
- George Contrafuris: tastiere (fino al 1995)
- Takis Farazis: tastiere, accordion (dal 1995)

## Album

### Come artista principale
Il chitarrista greco ha prodotto 5 album da solista dall'inizio della sua carriera musicale
- 1990: Something from july (Lyra)
- 1992: Are You Happy? (Lyra, CD 4684)
- 1995: Episodes (Lyra, ML 0177)
- 1998: Naiva (Lyra, ML 0661)
- 2004: Porto Kayio (Libra Music)

### Con gli Iskra
- 1986: A new day (Polygram)

### Con i Model 63
- 1988: Model 63 (Lyra)